# Doberschütz (Adelsgeschlecht)

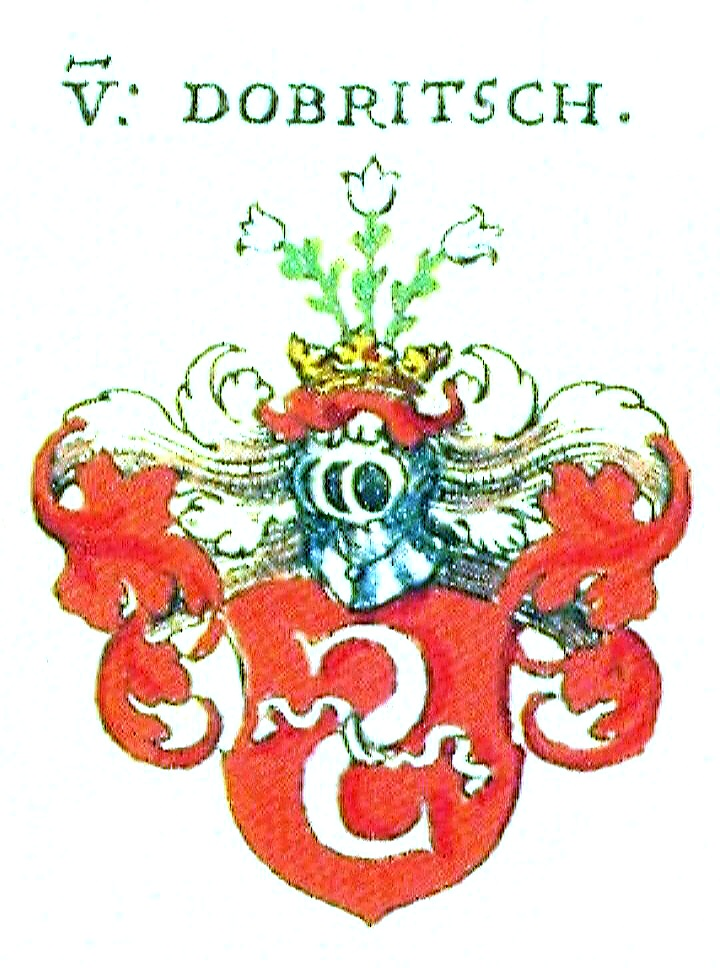
Wappen der Familie von Dober-
schütz, hier von Dobritsch genannt
(Siebmachers
Wappenbuch von 1605)

Doberschütz ist der Name eines alten schlesischen Adelsgeschlechts mit dem Stammsitz Plau im heute polnischen Landkreis Crossen (Oder).
Die erste urkundliche Erwähnung der Familie von Doberschütz findet sich mit Hans von Doberschütz (ca. 1440–vor 1499), Gutsherr auf Plau (nach 1486) und Purschwitz im heutigen Landkreis Bautzen. Zuletzt wird ein David Ernst von Doberschütz (ca. 1600–1670) erwähnt, noch immer Herr auf einem Anteil von Plau.

## Wappen
Das Wappen der Familie von Doberschütz zeigt in rotem Schild den umgekehrten lateinischen Buchstaben S in Silber, in der Mitte mit einem silbernen Band mit abfliegenden Enden umschlungen (gelegentlich auch ein umgekehrtes schwarzes S mit einem roten Band im weißen Schild). Auf dem geschlossenen Helm stehen nebeneinander drei weiße Lilien mit grünen Stielen und Blättern. Die Helmdecken sind rot-silbern.
Wappenvarianten in Siebmachers Wappenbüchern

Wappen der Familie von Dober- schütz, hier von Dobritsch genannt (Weigel'sches Wappenbuch v. 1734)
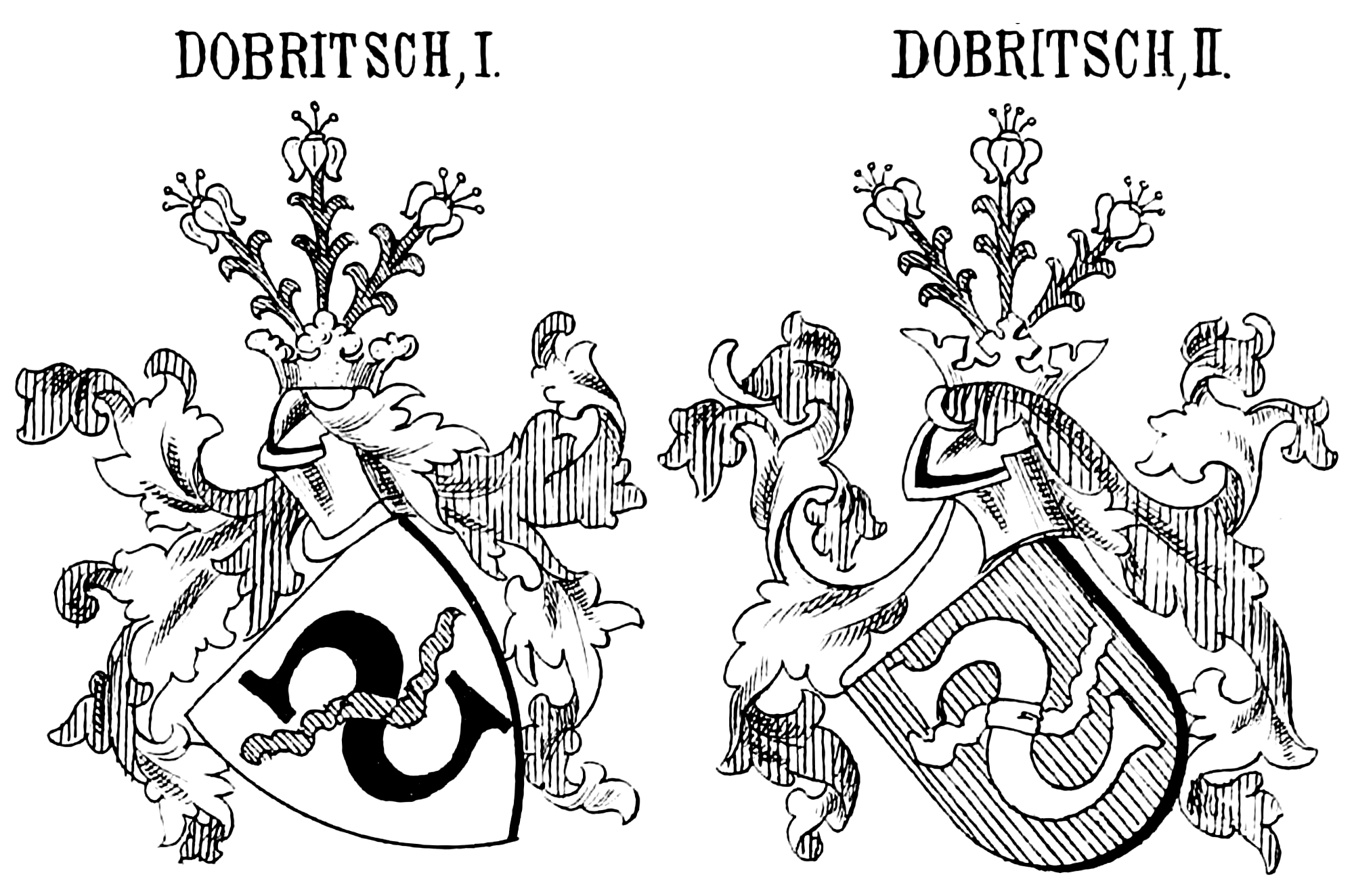
Wappenvarianten derer von Dobritsch/Doberschütz

Ob diese Familie in Jahrhunderten zuvor einen gemeinsamen familiären Ursprung mit der ebenfalls schlesischen Familie von Dobschütz hatte, haben Genealogen niemals nachweisen können. Doch ist diese Vermutung aufgrund der Ähnlichkeit beider Wappen wohl erlaubt (umgekehrter Buchstabe S im roten Schild, Doberschütz: mit weißem Band in der Mitte des Buchstabens, Dobschütz: mit weißem Kreuz oben links auf dem Buchstaben).

## Namensträger
- Elisabeth von Doberschütz, geborene von Strantz, 1591 in Stettin als Hexe hingerichtet
- Melchior von Doberschütz, erwähnt 1578–1591, Stadthauptmann und Landesvogt von Neustettin